# Amr Khaled Khalifa
Pour les articles homonymes, voir Khalifa.
Amr Khaled Khalifa, né le 27 novembre 1992 au Caire, est un joueur professionnel de squash représentant l'Égypte. Il atteint en mars 2012 la 50e place mondiale sur le circuit international, son meilleur classement. Il est champion du monde junior en 2010 face à Ali Farag.

## Biographie
Amr Khaled Khalifa est né et a grandi au Caire, en Égypte. Il a 4 frères et sœurs. En grandissant, il apprend à jouer au squash et à nager à l'âge de 8 ans au club Maadi du Caire. Amr Khaled Khalifa remporte les championnats nationaux de squash et de natation dans la catégorie des moins de 11 ans.
Il fréquente le lycée de l'école internationale de Sakkara au Caire, en Égypte, et obtient son diplôme en 2010 avec mention.
Amr Khaled Khalifa remporte le prestigieux British Junior Open dans la catégorie des moins de 15 ans en 2007 et dans la catégorie des moins de 17 ans en 2009. En 2010, il remporté le titre mondial junior et le championnat par équipes à Quito, en Équateur,. En août 2011, il se hisse au 50e rang mondial sur le circuit de l'Association professionnelle de squash, avec 8 titres individuels.
Amr Khaled Khalifa quitte le PSA Tour en décembre 2012 et s'inscrit en tant qu'étudiant de premier cycle à l'université de St. Lawrence de Canton (New York), en janvier 2013. En février 2013, il mène l'équipe de squash des "Saints" de Saint Lawrence à une meilleure 6e place au classement général des championnats américains de squash par équipes interuniversitaire qui se déroulent à l'université Yale à New Haven, dans le Connecticut.
En mars 2013, Amr Khaled Khalifa remporte les championnats américains de squash interuniversitaire individuel en battant Todd Harrity de l'université de Princeton dans la finale 3 jeux contre 0, au Trinity College de Hartford. Dans le match de demi-finale, il bat Ali Farag de Harvard dans un match serré 3-2. Il reçoit le prix du joueur de l'année lors du banquet de squash 2013 de l'Université St. Lawrence et est présenté dans "Faces in the Crowd" de Sports Illustrated.

## Palmarès

### Titres
- Championnats du monde junior : 2010